# Dichlorure de vanadocène
Le dichlorure de vanadocène est un composé organométallique de formule chimique (η5-C5H5)2VCl2, couramment abrégée Cp2VCl2, où Cp représente un ligand cyclopentadiényle C5H5. Ce métallocène est un réactif employé en synthèse organique et organométallique. C'est un analogue structurel du dichlorure de titanocène (η5-C5H5)2TiCl2 et un précurseur d'un ensemble de dérivés de (η5-C5H5)2VIV ; il donne du vanadocène (η5-C5H5)2VII par réduction. Il présente un électron célibataire et est donc paramagnétique.
Il a été préparé pour la première fois en 1954 par réaction de cyclopentadiénure de sodium Na(C5H5) et de tétrachlorure de vanadium (en) VCl4 dans le THF ; le produit obtenu est extrait du THF avec du chloroforme et du chlorure d'hydrogène puis recristallisé dans le toluène :
VCl4 (en) + 2 Na(C5H5) ⟶ (η5-C5H5)2VCl2 + 2 NaCl.
À l'instar du dichlorure de titanocène, le dichlorure de vanadocène a été étudié comme possible médicament anticancéreux, avec un mode d'action qui pourrait faire intervenir des interactions avec des transferrines.  